# زمو ماکوانتی
زمو ماکوانتی ( گرجی: ზემო მაკვანეთი ) یک روستا در شهرداری ازورگتی ناحیه گوریا در غرب گرجستان است.